# Suicide Silence
A Suicide Silence egy 2002-ben alakult amerikai deathcore/metalcore együttes Kaliforniából. Többek között megjelent 4 nagylemezük, 1 középlemezük és 11 videóklipjük. 2009-ben elnyerték a Revolver Golden God díjátadón a „Legjobb új tehetség” díjat.

## Stílusa
A Suicide Silence deathcore stílusban ad elő, mely egy átmenet a death metal és a metalcore között. Gyakran használják fel a black metal, a grindcore, a groove metal és a mathcore sajátosságait is. A mathcore elemek a zenekar zenéjében a komplex dalszerkezetek képében mutatkoznak meg. Az énekstílus gyakran alapozódik a death metal hörgésre és a black metalban használt magas károgásra. A zenében alkalmazott dobolásra a gyors játék és a blast beatek használata jellemző.

## A zenekar tagjai

### Jelenlegi tagok
- Chris Garza - gitár (2002– napjainkig)
- Mark Heylmun - gitár (2005– napjainkig)
- Alex Lopez - dob (2006– napjainkig)
- Dan Kenny - basszusgitár (2008– napjainkig)
- Hernan Hermida - ének (2013– napjainkig)

### Korábbi tagok
- Mitch Lucker - ének (2002–2012, elhunyt)
- Mike Bodkins - basszusgitár (2002–2008)
- Josh Goddard - dob (2002–2006)
- Rick Ash - gitár (2002–2005)

## Diszkográfia

### Nagylemezek
| Év   | Cím               | Kiadó         | Top 200 | Rock Lista | Hard Rock Lista |
| ---- | ----------------- | ------------- | ------- | ---------- | --------------- |
| 2007 | The Cleansing     | Century Media | 94      | -          | -               |
| 2009 | No Time to Bleed  | Century Media | 32      | 12         | 6               |
| 2011 | The Black Crown   | Century Media | 28      | 7          | 3               |
| 2014 | You Can't Stop Me | Nuclear Blast | 16      | 4          | 2               |

### Középlemezek
- Suicide Silence EP (2005, Third Degree)
- Wake Up (2009, Century Media Records)

## Elkészült videóik
| Év   | Cím                  | Rendező        |
| ---- | -------------------- | -------------- |
| 2007 | No Pity for a Coward | N/A            |
| 2008 | The Price of Beauty  | Matt Bass      |
| 2009 | Wake up              | David Brodsky  |
| 2010 | Disengage            | Thomas Mignone |
| 2011 | You Only Live Once   | Nathan Cox     |
| 2012 | Fuck Everything      | Jeremy Schott  |
| 2014 | You Can't Stop Me    | Nathan Cox     |